# Języki timor-alor-pantar
Języki timor-alor-pantar – rodzina języków papuaskich używanych przede wszystkim na wyspach Timor, Alor i Pantar. Obszar ich funkcjonowania obejmuje tereny należące do dwóch krajów – Indonezji i Timoru Wschodniego. Według serwisu Ethnologue (wyd. 23) rodzina liczy 23 języki. Encyklopedia Krugoswiet podaje, że językami tymi posługuje się ponad 200 tys. ludzi.
Jest to najbardziej wysunięta na zachód grupa języków papuaskich; są jedną z dwóch takich peryferyjnych rodzin nieaustronezyjskich (druga z nich to języki północnohalmaherskie). Prawdopodobnie stanowią pozostałość po pierwotnych grupach językowych wschodniej Indonezji, sprzed ekspansji ludności austronezyjskiej (o ile nie chodzi o wynik późniejszej migracji). Jest to zarazem jedna z dwóch rodzin językowych spoza wysp Melanezji – obok języków Halmahery – które uchodzą za spokrewnione z językami papuaskimi Oceanii. Timothy Usher, autor serwisu NewGuineaWorld, jako ich prawdopodobne źródło wskazuje półwysep Bomberai (zachodnia Nowa Gwinea). Według propozycji z 2022 r. (T. Usher, A. Schapper) są spokrewnione z kilkoma językami Nowej Gwinei (kalamang oraz iha i mbahaam), jako jedna z trzech gałęzi rodziny Greater West Bomberai. Badania genetyczne również pozwoliły powiązać rejon Timoru z Nową Gwineą.

## Związki zewnętrzne
Kwestia pokrewieństwa języków timor-alor-pantar z innymi rodzinami językowymi – zwłaszcza językami Nowej Gwinei – jest obarczona dużą dozą spekulacji. Pierwotnie próbowano je konfrontować z językami północnohalmaherskimi, ostatecznie lokując obie rodziny w ramach języków zachodniopapuaskich (H.K.J. Cowan, A. Capell). Wraz z dalszym rozwojem badań propozycja ta okazała się błędna, a języki timor-alor-pantar zaczęto klasyfikować jako gałąź rodziny transnowogwinejskiej. Jeszcze w 1975 r. nie było całkowitej pewności, do której z grup powinny zostać zaliczone; uważano, że niezależnie od przyjętej klasyfikacji wykazują wpływy obcego substratu językowego. Hipoteza łącząca je z językami transnowogwinejskimi (z ewentualnym wpływem zachodniopapuaskiego podłoża językowego) zadomowiła się jednak w literaturze (pomimo braku wyraźnych dowodów zaczęła być powielana przez innych autorów).
Na początku XXI wieku podjęto kolejne próby analizy pokrewieństwa tych języków, na podstawie danych słownikowych i paradygmatów zaimków (M. Ross, A. Pawley), lecz żadne z nich nie pozwoliły jednoznacznie rozstrzygnąć związku języków timor-alor-pantar z językami Nowej Gwinei. Zbieżności leksykalne między nimi są ubogie, a podobieństwa typologiczne dają się wytłumaczyć jako cechy arealne. G. Holton i L.C. Robinson (2017) oraz G. Holton i M. Klamer (2018) uznają języki timor-alor-pantar za niezależną rodzinę językową . Jednocześnie zdaniem autorów niewykluczony jest bliższy związek timor-alor-pantar z językami zachodniego Bomberai (West Bomberai) – aczkolwiek niekoniecznie natury genealogicznej, gdyż można też rozważać możliwość stosunkowo niedawnego kontaktu. M. Donohue (2008) ponownie omawia hipotezę zachodniopapuaską, wskazując na podobieństwa w leksyce i zasobie zaimków. Istnieje możliwość, że języki będące przodkami rodzin zachodniopapuaskiej i timor-alor-pantar przeszły historię wzajemnych oddziaływań. 
W 2005 r. M. Ross ulokował języki timor-alor-pantar w grupie zachodniej języków transnowogwinejskich (wespół z językami dani, językami zachodniego Bomberai i językami jezior Paniai/Wissel). Taką też klasyfikację odzwierciedla Ethnologue (wyd. 23). Autorzy publikacji Glottolog (2.3, 4.6) rozpatrują te języki jako samodzielną rodzinę językową. Dotychczasowe poszlaki (oparte na podobieństwach w leksyce i systemach zaimków), które miałyby łączyć je z transnowogwinejskimi, uznano bowiem za niewystarczające dla stwierdzenia pokrewieństwa. Podobnie języki zachodniego Bomberai (West Bomberai) wyróżniono jako oddzielną rodzinę językową, nie klasyfikując tej grupy w ramach języków transnowogwinejskich, ani nie potwierdzając jej związku z timor-alor-pantar (Glottolog 2.2, Glottolog 4.6). T. Usher i A. Schapper (2022) postulują pokrewieństwo timor-alor-pantar z językami zachodniego Bomberai, wykazując istnienie regularnych zależności dźwiękowych. Ich najbliższymi krewnymi mają być zatem oddalone geograficznie języki kalamang oraz iha i mbahaam, tworzące z timor-alor-pantar trzy gałęzie rodziny Greater West Bomberai.

## Klasyfikacja
Pokrewieństwo języków timor-alor-pantar jest możliwe do wykazania na gruncie lingwistyki. O ile papuaskie języki wysp Alor i Pantar (języki alor-pantar) tworzą wyraźną grupę genetyczną, to klasyfikacja języków Timoru i wysepki Kisar (tzw. języków timor-kisar) została słabiej ustalona. W taki oto sposób przedstawia się podział wewnętrzny rodziny, w ujęciu konserwatywnym (por. Ross 2005 ↓ ; Schapper, Huber i van Engelenhoven 2012 ↓ ; Holton i in. 2012 ↓ ; Usher i Schapper 2022 ↓ ):
- języki alor-pantar (zachodnie)
- języki wschodniotimorskie (oirata-makasai)
- (?) język bunak.

Pozycja języka bunak z centralnego Timoru jest niepewna. Ross ulokował go wraz z językami alor-pantar, ale bardzo możliwe, że jest bliżej spokrewniony z pozostałymi papuaskimi językami wyspy. Wcześniej sugerowano, że jest to mieszany język papuasko-austronezyjski. Języki timor-alor-pantar wykazują silne wpływy austronezyjskie, co utrudnia określenie ich wewnętrznej klasyfikacji i ewentualnego pokrewieństwa z innymi językami (przy użyciu metod leksykostatystyki).
Do języków alor-pantar należą następujące języki: abui (papuna), adang, blagar (pura), deing (diang, tewa), hamap, kabola, kaera, kafoa, kamang (woisika), kiramang, klon (kelon), kui, kula (tanglapui), klamu (nedebang), reta (retta), sar (teiwa?), sawila, teiwa (tewa), wersing (kolana), pantar zachodni (lamma, tubbe, mauta, kalondama). Ludność używająca tych języków zamieszkuje też wysepki pomiędzy Alor a Pantar. Trudno uzgodnić liczbę wyróżnianych języków alor-pantar, jako że te nie mają powszechnie przyjętych nazw, które byłyby wspólne dla szerszego obszaru geograficznego (lokalne społeczności językowe określają się na podstawie nazw wsi bądź dominującego klanu); ponadto kryterium wzajemnej zrozumiałości jest kłopotliwe w użyciu ze względu na częstą wielojęzyczność tubylców. Zupełnie odrębnym językiem jest alorski, który należy do rodziny austronezyjskiej; jest to jedyny autochtoniczny przedstawiciel rodziny austronezyjskiej w regionie wysp Alor i Pantar.
Języki alor-pantar są w większości zagrożone wymarciem. Do ich zaniku prowadzi presja malajskiego alorskiego, który – obok indonezyjskiego – stanowi środek szerszej (ponadetnicznej) komunikacji, wykorzystywany w handlu, edukacji i administracji. Języki alor-pantar nie są nauczane w szkołach i nie wszystkie z nich są przekazywane w środowisku domowym; co więcej, ludność regionu wyżej ceni posługiwanie się malajskim/indonezyjskim, a edukacja dzieci często odbywa się w ośrodkach miejskich, z dala od obszarów użycia języków etnicznych. Lokalny wariant malajskiego (spokrewniony z malajskim Kupangu) zaczął się rozpowszechniać pod koniec XIX w., pod wpływem kupców z Kupangu (niemniej do poł. XX w. malajski pozostawał nieznany wielu mieszkańcom regionu), a język indonezyjski został wprowadzony w latach 60. XX w., wraz z rozwojem szkolnictwa na terenach wiejskich. Przynajmniej do poł. lat 70. w funkcji lingua franca występował również austronezyjski język alorski, aczkolwiek w ograniczonym zakresie.
Na wyspie Timor funkcjonują następujące języki nieaustronezyjskie: bunak, fataluku, makalero (maklere), makasai (makasae). Spokrewniony język oirata jest używany na wyspie Kisar w indonezyjskiej prowincji Moluki (w pobliżu Timoru Wschodniego). Wykazuje bliski związek z językiem fataluku.
Odosobniony język tambora z wyspy Sumbawa (ponad 500 km na zachód) mógł być genetycznie powiązany z tą rodziną, ale zebrane materiały leksykalne nie pozwalają dobrze ustalić jego klasyfikacji (jedyne znane podobieństwo występuje w słowie taintu – „ręka”). Na podstawie analizy elementów słownictwa i cech fonologii stwierdzono jednak, że najpewniej nie był językiem austronezyjskim, ani też nie był spokrewniony z językami Półwyspu Indochińskiego.